# Мадемуазель Никита
Мадемуазель Никита (Mlle Nikita, Louise Nikita, настоящее имя Луиза Маргарет Николсон, Louisa Margaret Nicholson; 1872 — ?) — американская оперная певица сопрано (колоратурное и драматическое), у себя на родине прозванная «Ниагарской феей».
Родилась либо в Кентукки, либо в городе Филадельфия; её детство было сильно опоэтизировано рекламой (в частности, что в младенчестве она якобы была похищена у родителей индейским вождём по имени Никки), при этом достоверных сведений о её жизни осталось крайне мало. Образование получила в городе Вашингтоне и с отрочества гастролировала по США как певица; была известна под прозвищем Миниатюрная Патти; затем изучала вокал в Париже, училась у Мориса Стракоша и, по утверждениям американских энциклопедий того времени, была примой Парижской оперы.
В литературе отмечали успех м-ль Никиты в операх «Дочь полка», «Травиата», «Паяцы», «Лакме», «Манон», «Искатели жемчуга».
По воспоминаниям современников (ЭСБЕ), имела «гибкое, обширное по диапазону, чистое сопрано; она хорошо фразирует и умело распоряжается своими средствами». Выступала с концертами во многих странах Западной Европы и в Российской империи; её дебют на русской сцене состоялся на рубеже 1888—1889 годов, сначала в Санкт-Петербурге, затем в Москве, причём она сразу стала популярной певицей; в Париже и германских городах также пользовалась известностью. Выступления продолжала до 1897 года, когда в результате велосипедной аварии получила сильную травму горла и больше не смогла петь. О её дальнейшей жизни не осталось никаких сведений, точная дата смерти не установлена.